# Gerard Pieter Adolfs

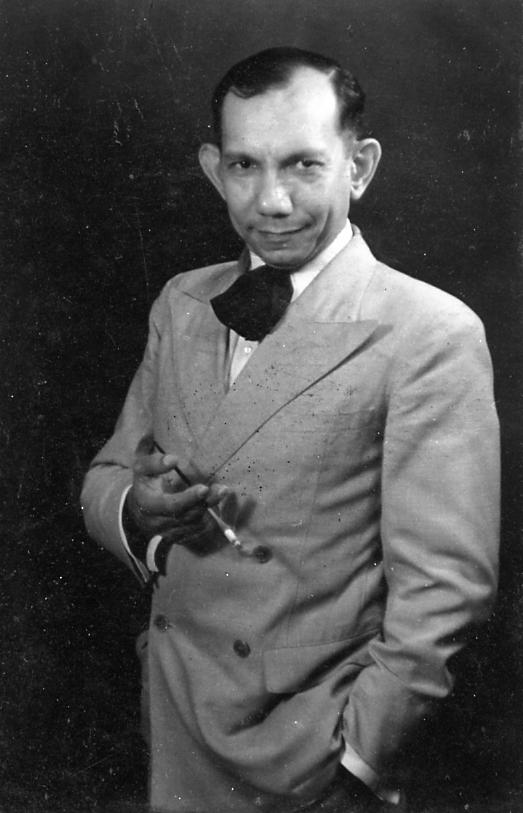
Portrait en 1937.

Gerard Pieter Adolfs, né le 2 janvier 1898 à Semarang, Central-Java et mort le 1er février 1968 à Bois-le-Duc, Pays - Bas, est un peintre et architecte néerlandais des Indes orientales. Dans les années 1930 - au plus fort de sa carrière artistique - la presse appel GP Adolfs le « magicien de la lumière ».

## Biographie

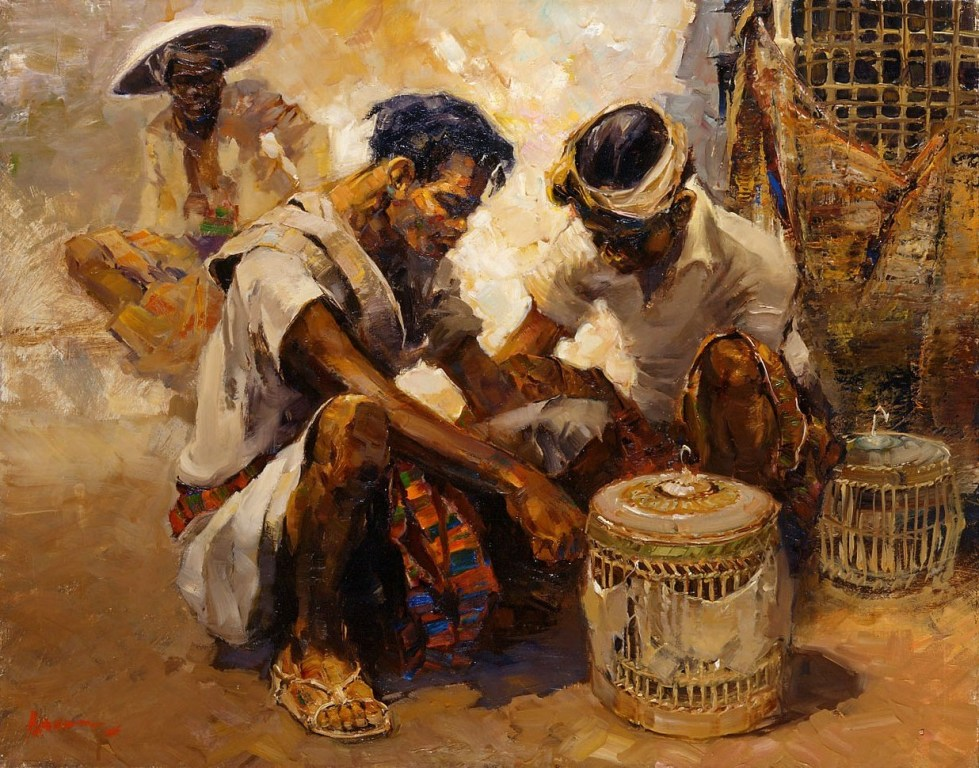
Vogelkoopers (1947)

Il passe sa jeunesse à Java et reçoit chez lui ses premières inspirations artistiques. Son père, Gerardus Cornelis Adolfs, est un architecte et un amateur polyvalent (peintre, photographe, piano et violoniste ainsi qu'un perchiste). Il étudie l'architecture à Amsterdam. Après avoir obtenu son diplôme, il est ramené à Java, où il conçoit des maisons à Yogyakarta, Surakarta et à Surabaya. Mais bientôt il troque le crayon de dessin pour la pointe sèche, le crayon et le pinceau et consacre désormais toute sa vie à la peinture.
Il est déjà bien connu comme un illustrateur publicitaire talentueux, quand, en 1924, il est présenté pour la première fois au public de Yogyakarta en tant que peintre, aquarelliste et graphiste. Chaque année, il voyage  pendant quelques mois. Il a des ateliers à Florence, Rome, Vienne, Budapest, Prague et - avec son ami japonais Léonard Tsuguharu Fujita - à Paris et expose ses œuvres d'art à l'international ( Indes néerlandaises, Japon, Singapour, États-Unis, Angleterre, Pays - Bas, Suède, Norvège, France, Suisse…).
Les principaux sujets de son travail sont des scènes de Java, Bali, du Japon et d'Afrique du Nord (scènes de marché, combats de coqs, paysages et paysages urbains). En 1940 - peu avant l'occupation des Pays-Bas - il revient en Europe et s'installe à Amsterdam. Le 22 février 1944, lors d'une exposition au Kunstzaal Pollmann, la plus grande partie de ses peintures sont détruites par le bombardement de Nimègue. Il continue à travailler. Il écrit et illustre un livre sur ses souvenirs de Surabaya et expose dans de nombreuses galeries renommées. Il vit principalement à Amsterdam - interrompu par de longs séjours en Scandinavie, en France, en Espagne, en Italie et en Afrique du Nord. En 1967, il se retire dans un petit village de la Hollande méridionale. Le 1er février 1968, Gerard Pieter Adolfs meurt à Bois-le-Duc, dans le Brabant septentrional.

## Critiques
« Amongst those who have brought drawings and paintings from the Dutch East Indies , G.P. Adolfs stands out on account of the striking frankness of his style. These are not the aperçus of a typical Dutch painter seeking to achieve atmosphere and tone at all costs; but neither is there any forced exoticism in the style. He knows how to inform us directly and spontaneously of the atmosphere of a particular location – both in his paintings and in his sketches and water-colours. He tells us about the special mixture of the intimate and the fantastic in an old quarter of Surabaya and about the phantasmagorical might of a tall temple gate topped with a monstrous idol; he tells us about the epic quality of the lakes with proa boats sailing on them; and about the graceful indolence of local people leaning against broken walls. He has the unpretentiousness of true inspiration, and some of his compositions – the one with the temple gates and the one with the well – convey a strong and strange enchantment to the observer.De Telegraaf, Amsterdam, 2 juin 1929. »
« Parmi ceux qui ont apporté des dessins et des peintures des Indes orientales néerlandaises, G.P. Adolfs se distingue par la franchise frappante de son style. Ce ne sont pas les aperçus d'un peintre hollandais typique cherchant à atteindre l'atmosphère et le ton à tout prix ; mais il n'y a pas non plus d'exotisme forcé dans le style. Il sait nous informer directement et spontanément de l'atmosphère d'un lieu particulier - tant dans ses peintures que dans ses esquisses et ses aquarelles. Il nous parle du mélange particulier de l'intime et du fantastique dans un vieux quartier de Surabaya et de la puissance fantasmagorique d'une haute porte de temple surmontée d'une idole monstrueuse ; il nous parle de la qualité épique des lacs sur lesquels naviguent des bateaux de proa ; et de l'indolence gracieuse des habitants locaux qui s'appuient contre des murs brisés. Il a la simplicité d'une véritable inspiration, et certaines de ses compositions - celle avec les portes du temple et celle avec le puits - transmettent un fort et étrange enchantement à l'observateur. »
« 'Many are called, but few are chosen!' One of those few is Ger. P. Adolfs, whose income as a painter allows him to travel to Europe, Japan and China for instance.Java Bode, Batavia, 30 November 1936. »
« "Beaucoup sont appelés, mais peu sont choisis". L'un de ces rares élus est Ger. P. Adolfs, dont les revenus en tant que peintre lui permettent de voyager en Europe, au Japon et en Chine par exemple. »
« His paintings are among the best we have seen for expressing the spirit, the colour and the vivid sunshine of this part of the world.The Malayan Tribune, 28 Jan. 1938. »
« Ses peintures sont parmi les meilleures que nous ayons vues pour exprimer l'esprit, la couleur et le soleil éclatant de cette partie du monde. »
« …what rich colours! And those little warong scenes, that cockfight, those dancers. . . They are all real. And so are the colours. It all goes straight to the heart of the matter. It's all been captured on the canvas with talent and feeling. This is the vision of an artist who has travelled across the Orient for twenty years, seeking to fathom the soul, the inner being of his living themes. He has fathomed them.De Telegraaf, 13 July 1940. »
« ...quelles riches couleurs ! Et ces petites scènes de guerre, ce combat de coqs, ces danseurs. . . Ils sont tous réels. Et les couleurs aussi. Tout cela va droit au cœur du problème. Tout a été capturé sur la toile avec talent et sensibilité. C'est la vision d'un artiste qui a voyagé à travers l'Orient pendant vingt ans, cherchant à sonder l'âme, l'être intérieur de ses thèmes vivants. Il les a sondés. »
« In his works he has always attempted to represent the light, colour and the simple joy of life that impregnates the native scenes of the East. As can be seen from the works reproduced, he has a bold, vigorous style, applying his pigments with quick strokes of the palette knife.The Studio, London, October 1950. »
« Dans ses œuvres, il a toujours tenté de représenter la lumière, la couleur et la simple joie de vivre qui imprègnent les scènes indigènes de l'Orient. Comme on peut le voir dans les œuvres reproduites, il a un style audacieux et vigoureux, appliquant ses pigments avec des coups rapides de la palette. »